# GR 2
El GR 2 és un sender de gran recorregut que uneix la població de la Jonquera a l'Alt Empordà amb la d'Aiguafreda a Osona, posteriorment estès cap al sud fins a Sant Adrià de Besòs. Té una distància total de 219,99 quilòmetres, dividits per la FEEC en 13 etapes d'entre 10 i 22 km. Té una sola variant, el GR 2.1. Al llarg del seu itinerari, travessa les comarques de la Garrotxa i Osona. Va ser homologat el 1978.

## Itinerari

### Alt Empordà
El GR 2 comença a la Jonquera, on enllaça amb el GR 11, al peu de la Serra de l'Albera i a pocs quilòmetres de la frontera francoespanyola. Es dirigeix cap al sud superant petits desnivells i travessa el riu Muga a l'altura de Boadella d'Empordà. Continua cap a Terrades, Vilarig i, després de travessar el riu Manol, arriba a Lladó, on gira cap a l'oest per entrar a la comarca de la Garrotxa.
Municipis que travessa: la Jonquera, Agullana, Campmany, Darnius, Boadella i les Escaules, Terrades, Cistella, Lladó i Cabanelles.

### Garrotxa
El primer poble de la Garrotxa per on passa el GR 2 és Beuda, al peu de la muntanya del Mont. Poc després travessa la vila de Besalú amb el seu famós pont medieval sobre el riu Fluvià. Aquí enllaça amb el GR 1. Travessant la serra del Torn arriba a Santa Pau, en ple Parc Natural de la Zona Volcànica de la Garrotxa. Rodeja el volcà de Santa Margarida, ressegueix la Fageda d'en Jordà i arriba a les Preses. Continua per la Vall d'en Bas, per tot seguit superar un desnivell de 600 m i pujar a l'altiplà del Collsacabra, per on entra a la comarca d'Osona.
Municipis que travessa: Beuda, Besalú, Santa Pau, les Preses i la Vall d'en Bas.

### Osona i Vallès Oriental
Dalt del Collsacabra, el GR 2 passa pels pobles de Pruit i Rupit i continua per la vora dels Cingles de l'Avenc, tallats per l'erosió del riu Ter, fins al poble de Tavertet. Aquest tram transcorre a una altitud lleugerament superior als 1.000 m i ofereix una magnífica vista sobre la vall del Ter, les Guilleries i, més lluny, el Montseny. Després del poble de Tavertet, baixa ràpidament cap al pantà de Sau. A Rupit se separa la variant GR 2-2 que al llarg de 13 km transcorre pel peu dels cingles i torna a enllaçar amb el GR 2 poc abans d'arribar a la presa del pantà.
El camí continua cap a Vilanova de Sau i, després de superar un altre petit desnivell, arriba a Sant Julià de Vilatorta que, amb uns 3.110 habitants, és la segona població més gran de tot el recorregut (després de la Jonquera). El GR 2 travessa l'Eix Transversal i continua en direcció a Seva, per després pujar cap al poble del Brull. Seguint la carena de la Serra de l'Arca, tot seguit baixa cap a la població d'Aiguafreda, final del camí.
Municipis que travessa: Rupit i Pruit, Tavertet, Vilanova de Sau, Folgueroles, Sant Julià de Vilatorta, Taradell, Seva, el Brull i Aiguafreda.

## Etapes

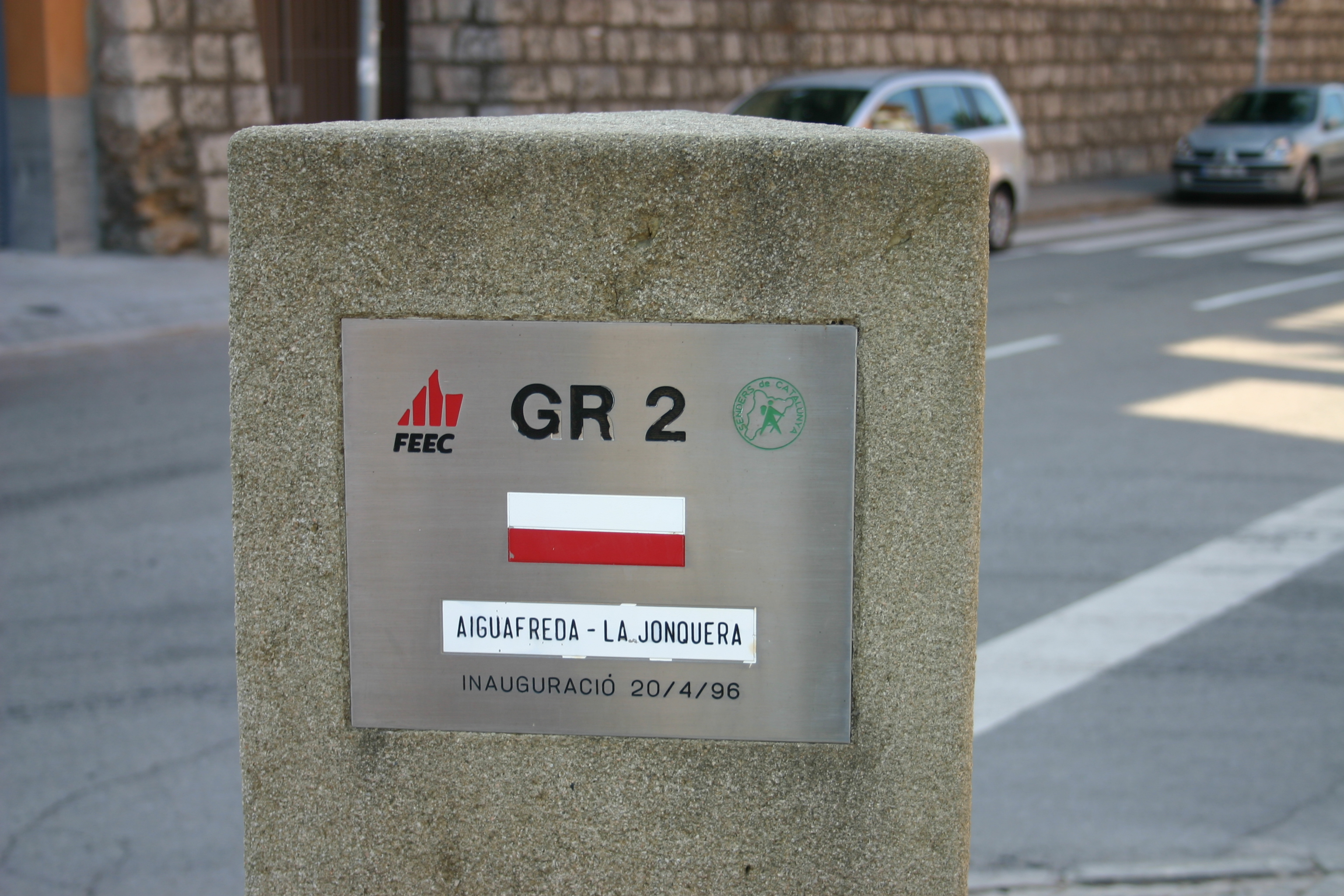
Placa commemorativa del GR 2 a Aiguafreda.

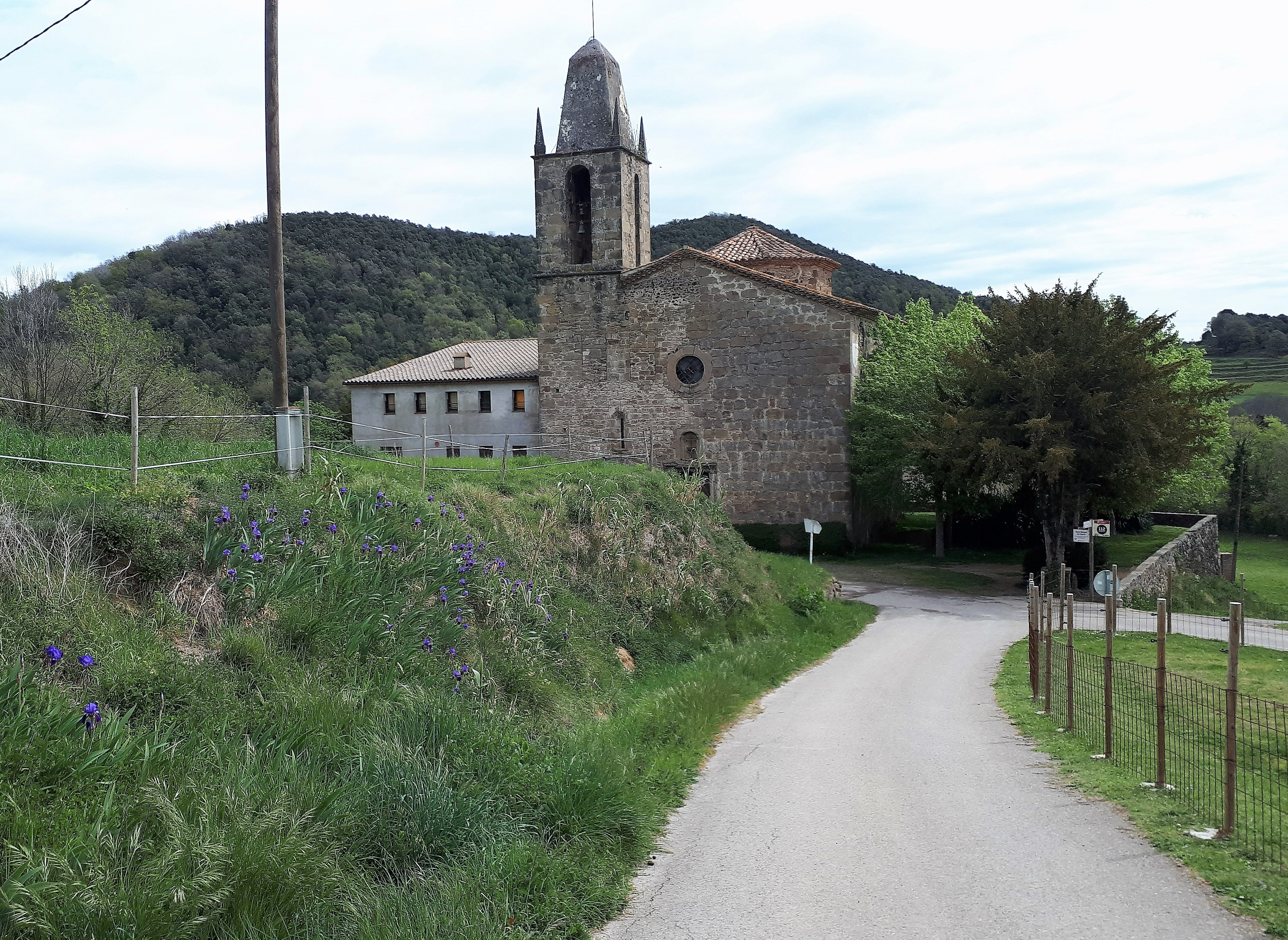
Sant Miquel Sacot, etapa 5.

La Federació d'Entitats Excursionistes de Catalunya (FEEC) ha dividit el GR 2 en les etapes següents: 
| Etapa  | Itinerari                                                             | Distància (km) | Temps (h:min) |
| ------ | --------------------------------------------------------------------- | -------------- | ------------- |
| 1      | la Jonquera - l'Estrada - Boadella d'Empordà                          | 14,585         | 3:00          |
| 2      | Boadella d'Empordà - Terrades - Vilarig - Lladó                       | 16,851         | 4:00          |
| 3      | Lladó - Sant Martí Sesserres - Segueró - Beuda - Palera - Besalú      | 22,105         | 5:00          |
| 4      | Besalú - Ossinyà - el Torn - el Sallent - Santa Pau                   | 20,498         | 5:00          |
| 5      | Santa Pau - Sant Miquel Sacot - les Preses                            | 13,055         | 2:55          |
| 6      | les Preses - Can Trona - Falgars d'en Bas - Pruit - Rupit             | 21,566         | 5:10          |
| 7      | Rupit - Tavertet - la Riba - Sant Romà de Sau - Vilanova de Sau       | 18,328         | 4:20          |
| 8      | Vilanova de Sau - Sant Julià de Vilatorta - Santuari de Puig-l'agulla | 18,143         | 4:30          |
| 9      | Santuari de Puig-l'agulla - Puig Grifó - Seva                         | 9,513          | 2:15          |
| 10     | Seva - el Brull - Aiguafreda                                          | 14,768         | 3:20          |
| 11     | Aiguafreda - La Garriga                                               | 15,39          |               |
| 12     | La Garriga - Montmeló                                                 | 17,46          |               |
| 13     | Montmeló - Sant Adrià de Besòs                                        | 17,68          |               |
| Total  | Total                                                                 | 219,99         | 39:30         |
| GR 2.1 | Rupit - Sant Joan de Fàbregues - la Riba                              | 14,7           | 2:50          |

## Accessos
- A la Jonquera

En cotxe: autovia A-2 i autopista AP-7 (sortida 2).
- A Aiguafreda

En cotxe: autovia C-17 (sortida 39).
En tren: línia de ferrocarril Barcelona-Ripoll (estació de Sant Martí de Centelles a l'Abella).